# Partido Obrero Socialista Húngaro
El Partido Obrero Socialista Húngaro (en húngaro: Magyar Szocialista Munkáspárt, MSZMP) fue el partido político comunista gobernante de Hungría durante la Guerra Fría entre 1956 y 1989.
Al igual que todos los demás partidos del Bloque del Este, el MSZMP se organizó sobre la base del centralismo democrático, un principio concebido por Vladimir Lenin que implica una discusión democrática y abierta de los problemas dentro del partido, seguido del requisito de unidad total para defender las políticas acordadas.  
El órgano supremo dentro del MSZMP era el congreso del partido, que se reunía cada cinco años. Cuando el Congreso no estaba en sesión, el Comité Central del MSZMP era el máximo órgano. Debido a que el Comité Central se reunía dos veces al año, la mayoría de los deberes y responsabilidades del día a día recaían en el Politburó. 
El líder del partido era el presidente de facto del Politburó y un director ejecutivo de facto de Hungría. En varios momentos se desempeñó como primer ministro además de ser líder del partido.

## Historia
Fue organizado a partir del Partido de los Trabajadores Húngaros (MDP) durante la Revolución Húngara de 1956. El 4 de noviembre de 1956 el partido cayó bajo el mando de János Kádár y la tutela de la Unión Soviética.
El partido apoyó la revolución, pero se volvió contra el gobierno de Imre Nagy después de que éste denunciara el Pacto de Varsovia.  El partido formó un Gobierno Revolucionario de Trabajadores-Campesinos de Hungría que se hizo cargo del país, con el apoyo de la Unión Soviética, el 4 de noviembre de 1956.
Poco a poco, sin embargo, el nuevo gobierno instituyó una forma de comunismo de una forma algo más humana de gobernar que la que había prevalecido bajo Mátyás Rákosi.  Bajo el mantra de Kádár de "el que no está contra nosotros, está con nosotros", los húngaros generalmente tenían más libertad que sus contrapartes del Bloque del Este para llevar a cabo su vida diaria. Por ejemplo, su gobierno ejecutó sólo a 350 personas después de la revolución de 1956.  
El gobierno también dio libertad limitada al funcionamiento del mercado a través del Nuevo Mecanismo Económico. Sin embargo, retuvo el monopolio del poder político y sometió a los medios a una censura bastante onerosa para los estándares occidentales. La Asamblea Nacional, al igual que sus contrapartes en el resto del bloque soviético, continuó aprobando decisiones ya tomadas por el liderazgo del MSZMP. Era el componente dominante del Frente Popular Patriótico, un frente popular que incluía a algunos no comunistas.  Sin embargo, todos los posibles candidatos tenían que aceptar el programa del Frente para poder presentarse.  De hecho, Kádár y sus asesores cercanos utilizaron el Frente para eliminar a los candidatos que consideraban inaceptables.
Kádár se retiró el 22 de mayo de 1988 y fue sucedido por el primer ministro Károly Grósz.  Sin embargo, Grósz pronto se vio eclipsado por un grupo de reformadores radicales que favorecían el establecimiento de una economía de mercado. El 28 de enero de 1989, el joven miembro del Politburó y ministro de estado Imre Pozsgay anunció durante una entrevista con el programa de radio 168 Horas que el subcomité histórico del Poliburó consideró los eventos de 1956 como un "levantamiento popular".  
Este anuncio, no aprobado de antemano por el Politburó, provocó y catalizó varios desarrollos dentro del partido y provocó cambios repentinos y cada vez mayores que, en nueve meses, dieron como resultado el fin del comunismo en Hungría y la disolución del MSZMP.
En el verano de 1989, el MSZMP ya no era un partido marxista-leninista y los reformadores radicales, encabezados por el primer ministro Miklós Németh, el ministro de Relaciones Exteriores Gyula Horn, Rezső Nyers y  Pozsgay, se había hecho cargo de la maquinaria del partido.  El 26 de junio de 1989, el Comité Central pasó a llamarse Comité Ejecutivo Político y el Politburó fue reemplazado por una presidencia colectiva de cuatro hombres presidida por Nyers.  Aunque Grósz siguió siendo secretario general, Nyers ahora lo superaba en rango.  
El 7 de octubre de 1989, el MSZMP fue disuelto y refundado como Partido Socialista Húngaro, un partido socialdemócrata de estilo occidental.  Dos semanas después, la Asamblea Nacional aprobó numerosas enmiendas a la constitución que la purgaron de su carácter marxista-leninista, poniendo fin al régimen de partido único en Hungría.
Una pequeña facción comunista, centrada en Károly Grósz, se opuso a estas reformas y se separó para formar el Partido Comunista de los Trabajadores de Hungría el 17 de diciembre de 1989.

## Secretarios generales
|   | Imagen | Nombre       | Inicio                | Final                |
| - | ------ | ------------ | --------------------- | -------------------- |
| 1 |        | János Kádár  | 25 de octubre de 1956 | 22 de mayo de 1988   |
| 2 |        | Károly Grósz | 22 de mayo de 1988    | 7 de octubre de 1989 |